# Банд-э Кайсар
Банд-э Кайсар (перс. بند قیصر‎, в переводе Дамба цезаря), также Пол-э Кайсар (перс. پل قیصر‎, в переводе Мост цезаря) — комплекс античных ирригационных сооружений с арочным мостом и дамбой, который предназначен для водоснабжения города Шуштар в юго-западном Иране (провинция Хузестан).

## История
Банд-э Кайсар был сооружён римскими военнопленными из армии императора Валериана, захваченными Сасанидами в битве под Эдессой. Являлся первым такого рода сооружением на территории Ирана и самым восточным примером конструкции римского моста и римской плотины. Строительство велось приблизительно от 3 до 7 лет, между 260 и 270 годами. Сооружение подобного моста-дамбы оказало огромное воздействие на развитие сасанидского инженерного искусства и неоднократно повторялось впоследствии, сыграв важную роль в развитии сасанидских методов управления водными ресурсами. Мост Банд-э Кайсар использовался местным населением вплоть до 1885 года. История сооружения Банд-э Кайсар сохранилась в сочинениях мусульманских авторов IX-X веков ат-Табари и аль-Масуди.

## Технические особенности
Этот мост-дамба был возведён на реке Карун, самой полноводной в Иране и являлся центральным звеном в оросительно-ирригационной системе Шуштара, обеспечивавшей процветание сельскохозяйственного региона вокруг этого города. Длина всего сооружения составляет около 500 метров. Количество арок моста — не менее сорока, ширина арок — между 6,6 метра и 9 метрами. Арки разделены прямоугольными столбами, укреплёнными в основаниях из песчаника. При сооружении дамбы река Карун была римлянами отведена в сторону, и работы производились по сухому дну. Дополнительным доказательством римского происхождения этого сооружения является тот факт, что мост мост-дамба сложен из местного материала, скреплённого при помощи извести и железных скоб, используемых римскими строителями и совершенно неизвестных тогда в Персии. Во времена Сасанидов этот мост у Шуштара находился на дороге, связующей две столицы Персии — Пасаргады и Ктесифон.
В 2009 году сохранившиеся остатки исторической ирригационной системы Банд-э Кайсар были внесены в список Всемирного наследия ЮНЕСКО в Иране (№ 1315).